# Get Weird
Get Weird é o terceiro álbum de estúdio do girl group britânico Little Mix. Lançado em 6 de novembro de 2015 através da Syco e Columbia Records. O álbum foi precedido pelos lançamentos dos singles "Black Magic" e "Love Me Like You", dois outros singles foram lançados após o lançamento do álbum, "Secret Love Song" e "Hair". O álbum atingiu a segunda posição na UK Albums Chart, tendo vendido 60,053 cópias na primeira semana. O álbum entrou também no top dez de mais cinco países, incluindo Austrália (2) e Irlanda (1). O álbum recebeu críticas positivas, sendo listado como um dos melhores álbum pop de 2015, pelas revistas Rolling Stone, Fuse e Noisey. Em agosto de 2016 o álbum foi certificado como platina dupla no Reino Unido, pelas 600,000 cópias vendidas no país. Desde setembro de 2023 o álbum vendeu mais de 1 milhão de cópias em solo inglês.

## Antecedentes
Nos Prêmios Brit Awards 2015, o grupo confirmou que o seu álbum foi concluído, descrevendo-o como tendo um "todo novo som" e planejando o lançamento do álbum para 2015. Tendo escrito mais de 100 músicas para seu terceiro álbum, Little Mix lançou em maio de 2015 "Black Magic", o primeiro single do próximo seu terceiro álbum. Little Mix, também co-escreveu o single "Pretty Girls", de Britney Spears e Iggy Azalea que foi lançado em maio de 2015. Em 15 de julho de 2015, o grupo anunciou oficialmente pelo Twitter que seu terceiro álbum de estúdio se chamaria Get Weird, e estaria disponível para pré-venda no dia seguinte. Em 7 de agosto de 2015, o grupo apresentou uma versão acapella de uma canção chamada "The End" pela primeira vez em um pequeno show privado para a rádio
americana Channel 93.3 em San Diego, confirmando que seria uma faixa do álbum.

## Singles
Em fevereiro de 2015, Little Mix revelou que tinha escolhido o primeiro single do "Get Weird". Em 14 de Maio de 2015, Little Mix
revelou o título do primeiro single da nova era, "Black Magic", depois da arte da capa do single aparecer no Shazam, serviço de identificação de música."Black Magic" foi programada para estrear em 26 de maio, mas mais tarde foi transferido para 21 de maio, após o single ter vazado na internet no dia 20 de maio. O single foi lançado digitalmente no Reino Unido em 10 de julho. O carro-chefe vendeu mais de 600 mil cópias apenas no Reino Unido e recebeu o certificado de platina, tendo vendido mais 1 milhão de cópias ao redor do mundo. Em 25 de Setembro de 2015, o grupo lançou "Love Me Like You" como o segundo single do álbum. No dia 5 de dezembro de 2015 a banda anunciou no festival de natal da rádio Capital FM, Jingle Bell Ball, que "Secret Love Song" seria o  terceiro single do álbum no UK e na Irlanda, e no dia 25 de janeiro, o grupo anunciou que faltavam três dias para o lançamento do vídeo musical, o qual conta com a parceria do cantor Jason Derulo. No dia 11 de abril de 2016, Little Mix revelou que o quarto single do álbum seria a faixa "Hair" e que lançariam uma nova versão junto com o cantor jamaicano Sean Paul.

### Singlespromocionais
"Hair" foi lançado como o primeiro single promocional em 28 de agosto de 2015, para streaming online e download digital incluído na pre-order do álbum. Um vídeo da música está incluído na pré-venda para a versão deluxe do álbum. "Weird People" foi lançada como segundo single promocional do álbum em 16 de outubro de 2015. "Grown" foi lançada como terceiro e último single promocional do álbum em 30 de Outubro de 2015.

## Recepção da crítica
| Críticas profissionais | Críticas profissionais |
| Pontuações agregadas   | Pontuações agregadas   |
| Fonte                  | Avaliação              |
| ---------------------- | ---------------------- |
| Metacritic             | 66/100                 |
| Avaliações da crítica  |                        |
| Fonte                  | Avaliação              |
| AllMusic               | [ 16 ]                 |
| The Guardian           | [ 17 ]                 |
| The Independent        | [ 18 ]                 |
| NME                    | [ 19 ]                 |
| Música Nueva           | [ 20 ]                 |

Get Weird recebeu críticas geralmente positivas de críticos de música. No Metacritic, que atribui uma classificação normalizada de 100 para comentários de críticos convencionais, o álbum recebeu uma pontuação média de 66, que indica "geralmente opiniões favoráveis" baseados em 5 críticas. AllMusic descreveu o álbum como "tendo um som que te prende" é disse: "Há uma energia cinética para muitas das faixas do Get Weird que traz à mente artistas do  dance-pop dos anos 80, como a banda Yello misturado com frescor e o blues cheio de sentimentos Robert Palmer" e concluiu que "No final, a elegância de Little Mix e do Get Weird acaba sendo um montão de diversão". NME, observou que "a personalidade e as poderosas vozes do grupo iluminam o Get Weird, uma coleção de ganchos pop completos e espirituoso sem remorso. Com a exceção de uma balada armadilha temperamental chamada "Lightning", este terceiro álbum consistentemente impressionante nunca é tão inventivo quanto, "Pomp" de Girls Aloud, mas sua contagem de melodia não está muito atrás... Pode não ser tão estranho, mas por este ponto, você seria perdoado por pensar que Little Mix são mais frias do que os créditos que lhes tem dado. The Guardian declarou que Little Mix "passam grande parte de seu terceiro álbum pulando através dos lindos corredores dos anos 90 entre o pop, em vez de lidar com a idade adulta austera". O revisor descobriu ser inicialmente decepcionante, mas concluindo que "o negócio é em grande parte flutuante". The Independent declarou que possuia sentimentos mistos, dizendo: "Há muitas pequenas coisas para gostar sobre o terceiro álbum da Little Mix... equilibrado, é claro, por muitas irritações".

### Listas anuais
| Revista       | Lista                                  | Rank |
| ------------- | -------------------------------------- | ---- |
| Rolling Stone | "20 Best Pop Albums of 2015"           | 14   |
| Fuse          | "Top 20 Pop Albums of 2015"            | 10   |
| Noisey        | "The Top 26 Overlooked Albums of 2015" | N/A  |

## Turnê
Uma turnê foi criada para promover o álbum. A The Get Weird Tour foi oficialmente anunciada em 17 de julho de 2015 através do Twitter da banda. A turnê começou em 13 de março de 2016, em Cardiff, País de Gales na Cardiff Arena, passando por todo o Reino Unido e Irlanda. Em 13 de outubro de 2015, foi anunciado que a turnê também passará na Austrália, marcando a primeira turnê de Little Mix fora do Reino Unido e da Irlanda. Em 16 de fevereiro de 2016, Little Mix anunciou em sua conta no Twitter que sua turnê irá pela primeira vez para a Europa, com shows marcados na Suécia, Noruega, Dinamarca, Holanda, Bélgica, Alemanha, Itália, Suíça, França e dois na Espanha, com alguns ingressos esgotando em minutos. A turnê tem como atos de abertura os cantores Nathan Sykes e Jai Waetford, Joey Devries e o grupo Jagmac.

## Alinhamento de faixas
O grupo revelou as faixas através das suas redes sociais, no dia 7 de setembro de 2015.
| N.º | Título                                | Compositor(es)                                                                                                   | Produtor(es)                         | Duração |  |
| 1.  | "Black Magic"                         | Edvard Forre Erfjord · Henrik Michelsen · Ed Drewett · Camille Purcell                                           | Electric · Matt Rad · Maegan Cottone | 3:31    |  |
| 2.  | "Love Me Like You"                    | Steve Mac · Iain James · John Newman · Purcell                                                                   | Mac                                  | 3:17    |  |
| 3.  | "Weird People"                        | Erfjord · Michelsen · Drewett · Purcell                                                                          | Electric · Rad · Cottone             | 3:31    |  |
| 4.  | "Secret Love Song" (com Jason Derulo) | Rachel Furner · Jez Ashurst · Emma Rohan · Jason Derulo                                                          | Jayson DeZuzio                       | 4:09    |  |
| 5.  | "Hair"                                | Erfjord · Michelsen · James · Anita Blay · Purcell                                                               | Electric                             | 3:28    |  |
| 6.  | "Grown"                               | Jess Glynne · Knox Brown · Janée "Jin Jin" Bennett · Little Mix · Edvard Førre · Erfjord · Henrik Michelsen      | Electric                             | 2:36    |  |
| 7.  | "I Love You"                          | TMS · Camille Purcell · Little Mix                                                                               | TMS                                  | 4:09    |  |
| 8.  | "OMG"                                 | Little Mix · Adam Mills · Nick Monsen · Isaac Mckenzie · Maegan Cottone · Abiola Orabi                           | Nick Monson                          | 3:23    |  |
| 9.  | "Lightning"                           | Little Mix · Troy Henry · Maegan Cottone                                                                         | TroyBoi                              | 5:12    |  |
| 10. | "A.D.I.D.A.S"                         | Little Mix · Cottone · Duvall · Drake · Kiris Houston · James Shebib · Paul Jefferies · Jordan Ullman · Majid Al | Duvall · Kiris Houston               | 3:22    |  |
| 11. | "Love Me Or Leave Me"                 | Julia Michaels · Shane Stevens · Matthew Smith Radosevich                                                        | Matt Rad                             | 3:26    |  |
| 12. | "The End"                             | Camille Purcell                                                                                                  | Joe Kearns · Camille Purcell         | 2:12    |  |

| CD bónus da edição deluxe |                             |                                                            |                 |         |  |
| N.º                       | Título                      | Compositor(es)                                             | Produtor(es)    | Duração |  |
| 13.                       | "I Won't"                   | Barnes · Kelleher · Kohn · Jess Glynne · Little Mix        | TMS · Phil Cook | 3:17    |  |
| 14.                       | "Secret Love Song Part. II" | Rachel Furner · Jez Ashurst · Emma Rohan                   | Jez Ashurst     | 4:26    |  |
| 15.                       | "Clued Up"                  | Little Mix · Jessie J,Ben Kohn, Tom Barnes & Pete Kelleher | TMS             | 4:06    |  |
| 16.                       | "The Beginning"             | Camille Purcell                                            | Kearns Purcell  | 1:33    |  |

### Japan Edition
01.   Black Magic
02.    Love Me Like You
03.    Weird People
04.    Secret Love Song
05.    Hair
06.    Grown
07.    I Love You
08.    OMG
09.    Lightning
10.    A.D.I.D.A.S.
11.    Love Me or Leave Me
12.   The End
13.    I Won't
14.    Secret Love Song, Pt. II
15.    Clued Up
16.    The Beginning
17.    Black Magic (Acoustic)
18.    Love Me Like You(Christmas Mix)
19.    Dreamin' Together (feat. Flower)

## Charts

### Chart semanal
| Tabela musical (2015)                           | Melhor posição |
| ----------------------------------------------- | -------------- |
| Alemanha - Media Control Charts                 | 21             |
| Austrália - ARIA Albums Chart                   | 2              |
| Bélgica - Ultratop 50 (Flandres)                | 15             |
| Bélgica - Ultratop 50 (Valónia)                 | 54             |
| Canadá - Canadian Albums Chart                  | 12             |
| Dinamarca - Hitlisten                           | 15             |
| Escócia - Scottish Albums Chart                 | 2              |
| Espanha - PROMUSICAE                            | 15             |
| Estados Unidos - Billboard 200                  | 13             |
| Estados Unidos - (Digital Download) (Billboard) | 6              |
| França - SNEP                                   | 47             |
| Países Baixos - Dutch Charts                    | 9              |
| Irlanda - IRMA                                  | 1              |
| Itália - FIMI                                   | 20             |
| Japão - Oricon                                  | 35             |
| Noruega - VG-Lista                              | 28             |
| Nova Zelândia - NZ Top 40 Albums                | 8              |
| Portugal - AFP                                  | 12             |
| Suécia (Sverigetopplistan)                      | 13             |
| Suíça - Schweizer Hitparade                     | 18             |
| Reino Unido - UK Albums Chart                   | 2              |

### Tabelas de fim-de-ano
| Tabela musical (2015)         | Posição |
| ----------------------------- | ------- |
| Irlanda (IRMA)                | 15      |
| Reino Unido (UK Albums Chart) | 11      |
| Tabela musical (2016)         | Posição |
| Austrália (ARIA Charts)       | 63      |
| Reino Unido (UK Albums Chart) | 15      |

## Certificações
| País          | Provedor | Certificação | Vendas  |
| ------------- | -------- | ------------ | ------- |
| Austrália     | ARIA     | Ouro         | 53,000  |
| Brasil        | PMB      | Platina      | 40,000‡ |
| Países Baixos | NVPI     | Ouro         | 20,000  |
| Reino Unido   | BPI      | 3× Platina   | 900,000 |
| Filipinas     | PARI     | Platina      | 15,000  |
| Irlanda       | IRMA     | Platina      | 15,000  |
| Polónia       | ZPAV     | Ouro         | 10,000  |
| Dinamarca     | IFPI     | Ouro         | 20,000  |

## Histórico de lançamento
| País        | Data                  | Formato              | Gravadora  |
| ----------- | --------------------- | -------------------- | ---------- |
| Reino Unido | 6 de novembro de 2015 | CD, download digital | Syco Music |